# Oei Oei Oei (Dat Was Me Weer Een Loei)
«Oei Oei Oei (Dat Was Me Weer Een Loei)» — песня нидерландского футболиста Йохана Кройфа. Композитором и продюсером песни выступил Питер Колевейн. Кройф стал первым футболистом в Нидерландах, выпустившим собственный сингл.

## История
Примерный перевод названия: «Ой, ой, ой, [я получил] ещё один удар». Речь в песне идёт о том, как родственник Кройфа сначала проигрывает боксёрский поединок, затем они идут в паб, где он тоже получает несколько ударов, а потом, наконец, отправляется домой, где сталкивается уже со своей разгневанной женой.
По замечанию продюсера, Йохану поначалу не удавалось нормально спеть, он не имел чувства ритма и был на нервах. Через некоторое время футболисту удалось расслабиться с помощью алкоголя, и в итоге сингл был записан. Эта песня попала в чарты в Нидерландах. Вскоре после переезда Кройфа в Испанию, когда он перешёл в клуб «Барселона», Колевейн захотел выпустить записанную песню и в этой стране. В итоге пластинка при помощи компании Polydor Records была выпущена и там. Текст песни и названия остались неизменными, добавился лишь их перевод на испанский на обложке. В Испании сингл Кройфа получил ещё бо́льшую популярность, чем в Нидерландах.